# ميمي بولك
ميمي بولك (بالسويدية: Mimi Pollak)‏ هي ممثلة سويدية، ولدت في 9 أبريل 1903 في السويد، وتوفيت في 11 أغسطس 1999 بستوكهولم في السويد.

## وصلات خارجية
- ميمي بولك على موقع IMDb (الإنجليزية)
- ميمي بولك على موقع قاعدة بيانات الأفلام السويدية (السويدية)
- ميمي بولك على موقع قاعدة بيانات الفيلم (الإنجليزية)